# Schlade (Drolshagen)
Schlade ist ein Ortsteil im Westen der Stadt Drolshagen (Kreis Olpe, Nordrhein-Westfalen), in dem 61 Menschen leben.
Mitte des 16. Jahrhunderts wird der Ort in einem Lehnsprotokoll aus dem Jahr 1556 erstmals mit drei Höfen erwähnt. Sein 450-jähriges Bestehen feierte das Dorf im Jahr 2013.
In unmittelbarer Nähe nordwestlich der Ortschaft befindet sich die Mark, mit etwa 513 Metern der höchste Punkt der Stadt Drolshagen. Auf ihr liegt der denkmalgeschützte trigonometrische Punkt „Schladermark“ mit der Kurzbezeichnung „Steinpfeiler mit Tonnenkopf“.
Am nordöstlichen Ortsrand verläuft die A 45 und am südöstlichen Ortsrand die B 54.
Am westlichen Ortsausgang befinden sich zwei Bergahorne, die als Naturdenkmal geschützt sind.